# Gingidia baxteri
Gingidia baxteri là một loài thực vật có hoa trong họ Hoa tán. Loài này được (Dawson) C.J.Webb mô tả khoa học đầu tiên năm 1977.